# Matthieu Bemba
Matthieu Yannick Bemba est un footballeur français originaire de la Guadeloupe, né le 4 mars 1988 à Paris. Le 22 mai 2010, il rejoint la sélection de la Guadeloupe à l'occasion d'un match de gala contre le Montpellier HSC. Il compte six sélections avec les Gwadaboys.
Durant la saison 2013-2014 il joue plus de 35 matches, inscrit 2 buts et réalise sa meilleure saison. Durant cette même saison, son équipe se qualifie pour la première fois en Ligue Europa en finissant quatrième du Championnat de Chypre de football et finaliste de la coupe de Chypre face APOEL Nicosie.
En juillet 2014, il se blesse à la cuisse et ne peut pas jouer les matches de la Ligue Europa face au Young Boys de Berne et voit son équipe se faire éliminer au premier tour.
À compter de juillet 2016, il évolue au Radomiak Radom en tant que milieu de terrain. Il est sans club lors de la saison 2018-2019.
Il termine sa carrière de footballeur au FC Vesoul où il évolue une saison de 2020 à 2021. Il est par ailleurs entraîneur des U15 du FC Vesoul depuis juin 2020. Matthieu Bemba a également été assistant d'éducation au collège Jacques Brel de Vesoul. 